# Itene
Itene (Itén, Iténe, Iteneo, Iténez, Moré), pleme američkih Indijanaca porodice Chapacuran u krajevima gdje se sastaju Iténez u Mamoré u džunglama bolivijskog departmana Beni. U ranom 20 stoljeću mnogi Moré prelaze rijeku Itenéz i zalaze u Brazil, pa ih je 1940.-tih bilo u Brazilu između 3,000 i 5,000, daleko više nego u Boliviji. Neki od njih pridružuju se i plemenima Chácobo i Sinabo, plemenima porodice Panoan. Do sredine 20. stoljeća Moré naseljavaju veliko područje između Mamoré i Guaporé, i između Machupo i Itoname, odnosno između 12° i 13° S i 63° i 64° W. 
Moré su stanovnici kišne šume, uzgajivači kukuruza i pamuka, a njihov broj sveden je na 150 do 200 duša. Tokom 18 i 19. stoljeća bili su izloženi raznim opasnostima, to su trgovci robovima, bolesti koje su sa sobom donesli kopači zlata, eksploatacija trgovaca gumom i pokrštavanja koja vrše misionari. Na populaciji najviše gube u 2. polovici 20. stoljeća zbog asimilacije i nestanku njihove kulture. Nešto ih se očuvalo (108; 2000 W. Adelaar) u provinciji Mamoré u selima Monte Azul i Vuelta Grande (općina Puerto Siles).
Još 1940. Moré žive još svojim tradicionalnim životom. bave se uzgojem kukuruza, slatke manioke, slatkog krumpira, yama, ananasa, tikava, banana, papaya, pamuka i drugog. sakupljaju brazilski orah,  mangaba (Hancornia speciosa), divlji kakao i palmino voće, te sakupljaju jaja kornjača i kajmana. kao lovci hvatali su pekarije. u ribolov su išli lukom i strijelom, košarama i otrovom. Kanui su im bili dubljeni u deblu, dugi 10 metara. I muškarci i žene nosili su duge košulje izrađene od tape. 
Njihove nastambe su nadstrešnice duge 5 do 14 metara i kolibe u kojima živi do osam monogamnih obitelji. U vrijeme najezde moskita povlačili bi se u malene kolibice prekrivene lišćem patojua. Većina Moré-nastambi opskrbljena je visećim ležaljke (hamak). Poznaju najmanje 20 vrsta glazbenih instrumenata.

## Vanjske poveznice
- Itene